# بنگال ۱۹۴۷
بنگال ۱۹۴۷: داستان عشق ناگفته (به انگلیسی: Bengal 1947: An Untold Love Story) یک فیلم درام عاشقانه به زبان هندی است که در سال ۲۰۲۴ اکران گردید، نویسنده و کارگردان فیلم آکاشادیتیا لاما بود و تهیه‌کنندگی آن را ساتیش پانده و ریشاب پانده بر عهده داشتند. توزیع فیلم توسط پلتون وان فیلمز انجام گرفت. بازیگران اصلی دوولینا باتاچارجی، آدیتیا لاکیا، سهیلا کاپور و انکور آرمام (Ankur Armam) هستند.
موسیقی پس‌زمینه توسط آبیشک رای ساخته شد، در حالی که وینود چابرا و راجندرا ماهاپاترا فیلمبرداری و تدوین را بر عهده داشتند. بنگال ۱۹۴۷ در روز ۲۹ مارس ۲۰۲۴ اکران شد.

## شناخت نمایی
آبیشک سریواستاوا از نشریه تایمز هند از نمره کامل ۵ ستاره، نمره ۲٫۵ را برای این فیلم در نظر گرفت و در مورد فیلم اینگونه ذکر به میان آورد این درام داستانی که از یک رویداد واقعی الهام گرفته شده، از تلاش صادقانه ای شکل گرفته است ولی در نهایت فاقد عمق است.